# Piotr Oszczanowski
Piotr Oszczanowski (ur. 19 września 1965 we Wrocławiu) – polski historyk sztuki, doktor nauk humanistycznych, specjalista sztuki dawnej, głównie nowożytnej. Od 2014 dyrektor Muzeum Narodowego we Wrocławiu.

## Życiorys
Działalność naukową w zakresie historii sztuki od studiów wiązał z Uniwersytetem Wrocławskim. W 1991 roku obronił dysertację magisterską  pt. „Rzeźba manierystyczna z przełomu XVI i XVII wieku w kościele pw. Św. Trójcy w Żórawinie”, w 2001 r. dysertację doktorską „Gerhard Hendrik z Amsterdamu (1559–1615). Życie i twórczość wrocławskiego rzeźbiarza”. Promotorem tych prac był  prof. dr hab. Mieczysław Zlat. Działalność zawodową w Instytucie Historii Sztuki Uniwersytetu Wrocławskiego rozpoczął od 1991 roku jako asystent, następnie od 2002 roku jako adiunkt w Zakładzie Sztuki Nowożytnej, rok później adiunkt w Zakładzie Historii Sztuki Renesansu i Reformacji (do dziś), zaś w latach 2002–2005 pełnił funkcję wicedyrektora IHS UWr. Od 2014 roku pełni funkcję dyrektora Muzeum Narodowego we Wrocławiu. Od 2015 roku członek Rady do Spraw Muzeów przy Ministrze Kultury i Dziedzictwa Narodowego.
Stypendysta m.in. Uniwersytetu im. Johanna Wolfganga Goethego we Frankfurcie nad Menem, Fundacji Lanckorońskich z Brzezia w Rzymie (1998), Uniwersytetu w Hamburgu (1998–2000); stypendium Fundacji im. Alexandra von Humboldt i Prezydenta Niemiec dr. Romana Herzoga. W latach 2004 i 2005 pełnił staż w Uniwersytecie im. Karola w Pradze.
W 2023 r. został uhonorowany Śląską Nagrodą im. Juliusza Ligonia „za troskę o dziedzictwo kulturowe Dolnego Śląska, w tym wkład w przywrócenie pierwotnej świetności Ołtarzowi Andreasa Jerina”.

## Odznaczenia
- Srebrny Krzyż Zasługi – 2023[4]
- Srebrny Medal „Zasłużony Kulturze Gloria Artis” – 2015[5]
- Złota Odznaka Honorowa Wrocławia – 2024[6]

## Publikacje (wybór)
- Casus Żórawiny. Kościół Trójcy Świętej w Żórawinie około 1600 roku,  Wrocław 2007
- Złoty medalion oprawiony czterema diamentami. Rzeźby Gerharda Hendrika z Amsterdamu z początku XVII wieku w Oleśnicy, Wrocław 2012
- Nagrobek Melchiora von Redern w czeskim Frydlancie (1605–1610), jako pomnik chrześcijańskiego rycerza. Opus vitae wrocławskiego rzeźbiarza Gerharda Hendrika z Amsterdamu, Wrocław 2013